# Kontos

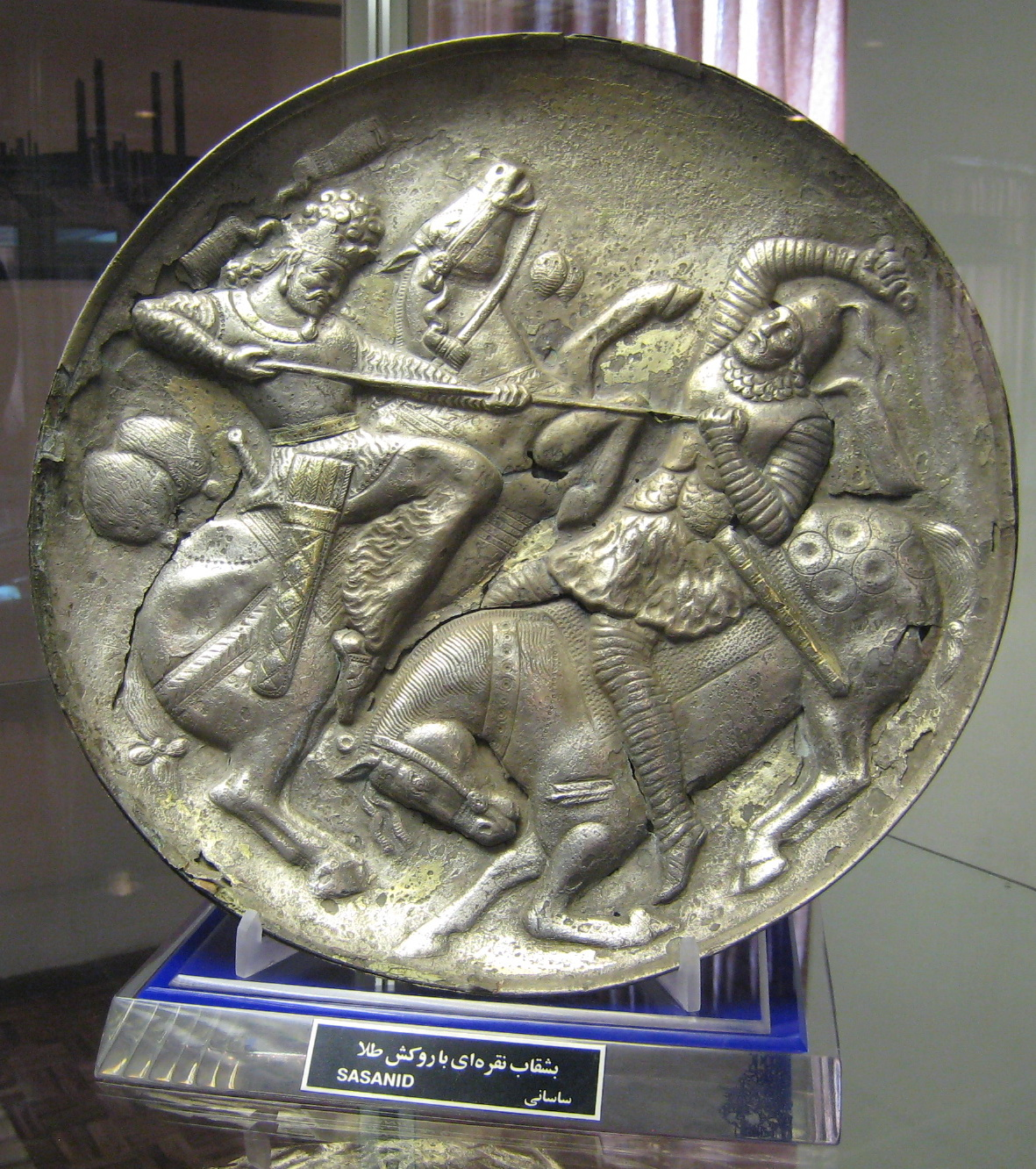
Plato sasánida de plata que muestra un combate entre jinetes usando kontos; el abatido (por su armadura) parece ser un romano.

Kontos –o a veces kontarion– fue el nombre griego (κοντός) dado a una lanza larga de caballería usada por el pueblo sármata, un conjunto de tribus nómadas de las estepas rusas. Más tarde fue adoptada por los catafractos (caballería superpesada) de Armenia y Partia, además de los savaranos del Imperio sasánida.
Fabricada en madera, el kontos fue desarrollado hacia la mitad del siglo I d. C., partiendo de ciertos tipos de lanza corta, descritas en los anales griegos y romanos con nombres genéricos, aunque tiene semejanzas con la sarisa grecomacedónica.
Morfológicamente, el kontos, como ya se ha dicho, fabricado en madera, medía unos 3 o 4 metros de longitud, aunque podrían haberse creado otros mayores, de unos 4 metros y medio. Dedibo a su tamaño, se blandía (más bien se cargaba con ella) con ambas manos, mientras se dirigía al caballo con las rodillas (cabe decir que el estribo no se desarrolló hasta mucho después), lo cual hacía que solo un jinete experimentado pudiera usarla con la mayor de las efectividades (los pueblos nómadas esteparios, como los sármatas o los partos destacaban por sus excepcionales dotes como jinetes).
A estos jinetes lanceros los griegos los denominaron κοντοφόϱοι (kontophoroi), y los romanos contarii o ‘portadores de kontos’.
En el Imperio romano las primeras unidades especiales de contarii aparecieron durante el gobierno de Trajano (ca año 100 d. C.. Se trata del Ala I Ulpia contariorum milliaria. Esta unidad se estableció desde el principio en Panonia superior, cerca de Arrabona; tenemos noticias de ella nuevamente en el siglo III, cuando fue traasladada a Siria, donde la encontramos en 252. Sus vexillationes participaron en alguna operación militar en Mauritania durante el siglo II. Los contarii romanos pudieron ser fuertemente reforzados al ser también jinetes acorazados o cataphractii (catrafactos, o catrafactarios), aunque también los clibanarii (clibanarios) con armaduras ligeras usaban ocasionalmente kontos.
Más tarde se crearon nuevas unidades con caballeros catafractos equipados con kontos en la época de Adriano, como el Ala I Gallorum y Pannoniorum catafractaria, formada por sármatas y roxolanos, que se habían asentado en Galia y Panonia después de la guerras librada contra ellos en el período 107-118.
El Imperio romano adoptó posteriormente las características del kontos, incluido el tener que usarla a dos manos, en otra lanza denominada contus. Después, los bizantinos desarrollarían el kontarion, arma usada por los catafractos a una sola mano, siguiendo una línea paralela al antebrazo bajo el mismo.